# Juan Facundo Quiroga

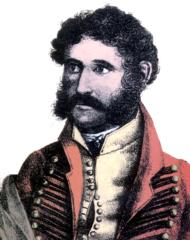
Juan Facundo Quiroga

Juan Facundo Quiroga (* 1788 in San Antonio, Provinz La Rioja; † 16. Februar 1835) war ein argentinischer Caudillo, der zunächst Anhänger von Bernardino Rivadavia war, aber während der Formierungsphase des argentinischen Nationalstaates am längsten auf Seiten der Föderalisten kämpfte.

## Leben
Facundo Quiroga wurde in San Antonio, einer Stadt der Provinz La Rioja, als Sohn einer Estancia-Familie geboren. Sein Vater hatte als Milizoffizier gedient. Quiroga arbeitete zunächst als Peón, hielt sich während der Mai-Revolution in Buenos Aires auf und wurde für das Militär angeworben. Trotz offenkundiger Führungsqualitäten  widerstrebte ihm die militärische Disziplin, so dass er desertierte und sich in seine westliche Heimat zurückzog. Zwischen 1816 und 1818 war er Hauptmann bei einer Miliz-Einheit und kämpfte für die Unabhängigkeit von den Spaniern. In La Rioja stürzte er die beiden einflussreichsten Familien, erwarb sich bei der Bevölkerung den Ruf eines „Tigers der Ebenen“ (= „Tigre de Los Llanos“) und wurde Gouverneur von La Rioja. Er brachte die Provinzen Tucumán und San Juan unter seine Herrschaft, nachdem er die Truppen von Gregorio Aráoz de La Madrid 1826 geschlagen hatte. Typisch für den Caudillismo verband Facundo Quiroga seine Milizenführung mit der Versorgung seiner landlosen Klientel. Das erlaubten ihm der Besitz von Ländereien und Geschäftsbeziehungen als Kaufmann, was ihn in die Lage versetzte, Kredite zu vergeben. Außerdem verkaufte er Waffen an den Staat und konnte selbst 2000 bewaffnete Reiter mobilisieren.
1830 unterlag er in der Schlacht José María Paz und ging wieder nach Buenos Aires, wo er sich dem Diktator Juan Manuel de Rosas anschloss und an der Spitze der föderalistischen Truppen gegen La Madrid einen Sieg erfocht. 1835 sollte er für Rosas einen Konflikt zwischen zwei Provinzen schlichten und wurde auf dem Rückweg in der Nähe von Córdoba (Argentinien) bei einem Überfall auf seine Kutsche erschossen. Da Rosas in ihm einen Rivalen sah, kam das nie geklärte Gerücht in Umlauf, Rosas sei der Auftraggeber des Mordes gewesen.

## Darstellung Facundo Quirogas bei Domingo Faustino Sarmiento
In dem 1845 in Chile im Exil veröffentlichten Buch „Barbarei und Zivilisation“. Das Leben des Facundo Quiroga ist für den Autor Domingo Faustino Sarmiento Repräsentant der Barbarei, den er als Gaucho in der unzivilisierten „Wüste“ jenseits der europäisierten und zivilisierten Städte umherziehen sieht, der „alle schon bekannten zivilisierten Mittel zerstört und erniedrigt“, sich „einer triebhaften, hemmungslosen, skrupellosen Habgier“ überlässt und die Herrschaft über die Städte erringen will, „barbarisch, willkürlich, amerikanisch“, im „Geist der arabischen, tatarischen Viehtreibertruppe“.

„Er fühlte sich stark und willens zu handeln; ihn trieb ein blinder, unbestimmter Instinkt, dem er gehorchte; er war der Landkommandeur, der ‚gaucho malo‘ (= ‚böser Gaucho‘), ein Feind der ordentlichen Gerichtsbarkeit, der bürgerlichen Ordnung, des gesitteten Menschen, des Gelehrten, des Fracks, mit einem Wort: ein Feind der Stadt.“

Gleichwohl kann ihm Sarmiento seinen Respekt nicht versagen. Denn „die Macht erzieht, und Quiroga hatte alle hohen Geistesgaben, die einem Menschen erlauben, stets einer neuen Position gerecht zu werden, wie herausgehoben sie auch sei“. Schlimmer ist in seinen Augen Rosas: „barbarisch wie Asien, despotisch und blutrünstig wie die Türkei, die Intelligenz verfolgend und verachtend wie der Islam“, den er wegen seiner raffinierteren und mit geheimpolizeilichen Mitteln arbeitenden Methoden auch für den „Anstifter der Mörder“  Facundo Quirogas hält, auf den mit dem Finger zu zeigen sei.

## Geschichtswissenschaftliche Einordnung
Sarmiento hält bereits fest, dass zehn Jahre nach Facundo Quirogas Tod der Mythos entstanden sei, dass er noch lebe oder wiederkommen werde. Michael Riekenberg knüpft daran an und hebt hervor, dass zur Rolle des Caudillo, geliebt und gefürchtet zu werden, gehört habe, nicht nur seinen Milizionären Beuteanteile zukommen zu lassen, sie zu verköstigen und zu kleiden, sondern darüber hinaus in seinem Lebensbereich familiäre Leutseligkeit zu demonstrieren. Das geschah bei Hochzeiten, Taufen und religiösen Festen, so dass Facundo Quiroga auch als Hüter der Traditionen erschien und ein mystisch verklärtes Ansehen bei der ländlichen Bevölkerung erwarb.

„Caudillos wie Quiroga […] führten im frühen 19. Jahrhundert Landlose, Tagelöhner, ehemalige Sklaven, Pächter und teils auch Indigene in die Politik, und sie konstruierten dadurch ein Gegengewicht zu den urbanen, liberalen Eliten, die die Politik als Geschäft betrachteten und denen die ländliche Bevölkerung eher fremd und verdächtig erschien, als ‚Barbaren’ eben.“

Riekenberg unterstreicht, dass in dem in Facundo Quiroga sichtbar werdenden Caudillismus nichts Besonderes oder Geheimnisumwittertes zu sehen sei, wie die Geschichtswissenschaft lange gemeint habe. Es handle sich nur um eine lokale Variante „einer über eigenständige Ressourcen verfügenden, personenzentrierten und in die Strukturen des Staates hineinreichende Form politischer Macht“.

## Nachleben
Wie es bei allen politischen oder militärischen Führern der argentinischen Staatsbildung der Fall ist – vor allem mit Julio Argentino Roca, aber auch mit Juan Manuel de Rosas oder dem später Präsident gewordenen Domingo Faustino Sarmiento –, sind sie spätestens im 20. Jahrhundert als Namenspatrone für öffentliche Einrichtungen, Denkmäler oder Straßen instrumentalisiert worden, so auch Facundo Quiroga am auffälligsten in der Provinz Rioja mit dem Departamento General Juan Facundo Quiroga.